# Eutreta margaritata
Eutreta margaritata är en tvåvingeart som beskrevs av Friedrich Georg Hendel 1914. Eutreta margaritata ingår i släktet Eutreta och familjen borrflugor. Inga underarter finns listade i Catalogue of Life.